# Canne
Canne della Battaglia (Latijn: Cannae) is een plaats (frazione) in de Italiaanse gemeente Barletta, provincie Barletta-Andria-Trani. Canne ligt op een heuvel aan de zuidzijde van de rivier Ofanto (Latijn: Aufidus).
Canne is voornamelijk bekend vanwege de Slag bij Cannae in 216 v.Chr. Tijdens de Tweede Punische Oorlog leed het numeriek sterkere Romeinse leger een verpletterende nederlaag tegen het Carthaagse leger van Hannibal.
In de Romeinse periode werd Canne een municipium. De restanten van dit destijds vrij onbelangrijke stadje zijn nog te vinden op de heuvel Monte di Canne. In 900 n.Chr. kreeg het stadje een bisschopszetel, waarschijnlijk vanwege de verwoesting van de bisschoppelijke stad Canosa di Puglia door moslims begin 9e eeuw. In 1018 vond er een veldslag plaats tussen de Byzantijnen en de Longobarden. De stad werd in 1083 verwoest door Robert Guiscard, die slechts de kathedraal en de bisschoppelijke residentie ongemoeid liet. In 1276 werd de stad definitief vernietigd.
In 1355 probeerden bisschop Raynaldus en de universiteit van Barletta de zetel te verplaatsen naar Barletta, maar de aartsbisschop van Trani wist dit te voorkomen. In 1424 stelde Paus Martinus V voor om het bisdom te laten fuseren met het bisdom van Trani, maar hier is geen vervolg aan gegeven. Wel werd het bisdom Canne in 1455 samengevoegd met het aartsbisdom van Nazareth dat sinds 1327 in ballingschap zetelde te Barletta. In de 19e eeuw werd het bisdom onderdeel van het aartsbisdom van Trani; het bisdom Canne leeft alleen nog titulair voort.
In Canne ligt naast de archeologische site en het antiquarium, het station Canne della Battaglia aan de spoorlijn Barletta - Spinazzola.

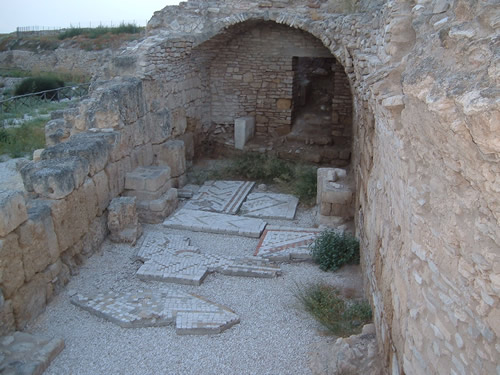
Canne